# Kryddtimjan
Kryddtimjan (Thymus vulgaris) är en växt i timjansläktet i familjen kransblommiga växter.

## Beskrivning[2]
Kryddtimjan är en flerårig städsegrön tuvbildande dvärgbuske, som kan bli ett par decimeter hög. Stjälken är fyrkantig och hårig med nedre delen vedartad. Övre delen risigt förgrenad.
Växten omges av en behaglig doft, även utan blommor.

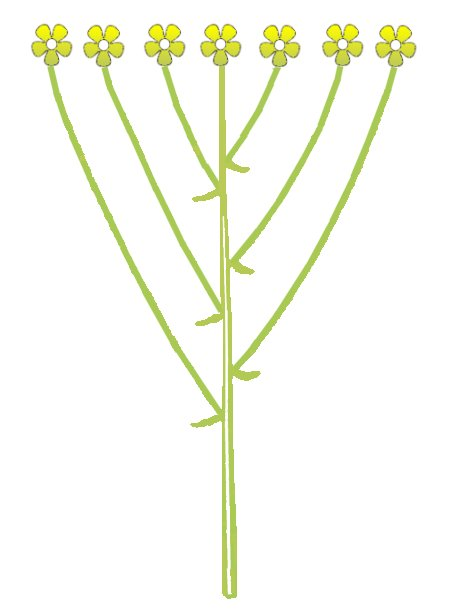
Blom-ställning
(Kvast)

Blommar juni–oktober med 3–6 mycket ljust lila, ibland nästan vita blommor runt grenen i de övre bladvecken. De sitter på korta skaft, vanligen i grupper om tre. Storleken 4–6 mm.
Fyra ståndare; de två yttre är utskjutande.
Bladen är 4–10 mm med inrullade kanter, undersidan hårig. De är nästan utan skaft, och sitter vanligtvis sex och sex längs grenarna.
Frukten innehåller 4 bruna nötter.
Näringsvärdet hos kryddtimjan är lågt, och betande djur bryr sig inte om den. Däremot är den omtyckt av bin, vars honung blir mörk av kryddtimjannektar.
Förökas lätt med frön, sticklingar eller delning av rotklumpen. Det är också möjligt att jordslå en bit av stammen på en nedböjd gren. Toppen skall hållas ovan jord. Efter en tid utbildas rötter i jorden, och grenen kan sedan klippas bort från moderplantan.
En mekanism, som uppstäcktes 1960, är att det i mycket varmt väder nattetid bildas lättflyktig eterisk olja i bladen. När oljan avdunstar på dagen ger det svalka åt växten. Oljan skrämmer också angripande skalbaggar, och dess antiseptiska egenskap ger skydd mot växtsjukdomar.

## Habitat
Kryddtimjan växer vilt i västra delen av Medelhavsområdet.

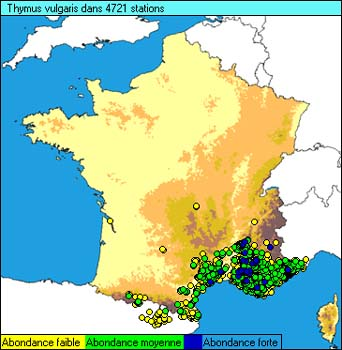
Frankrike

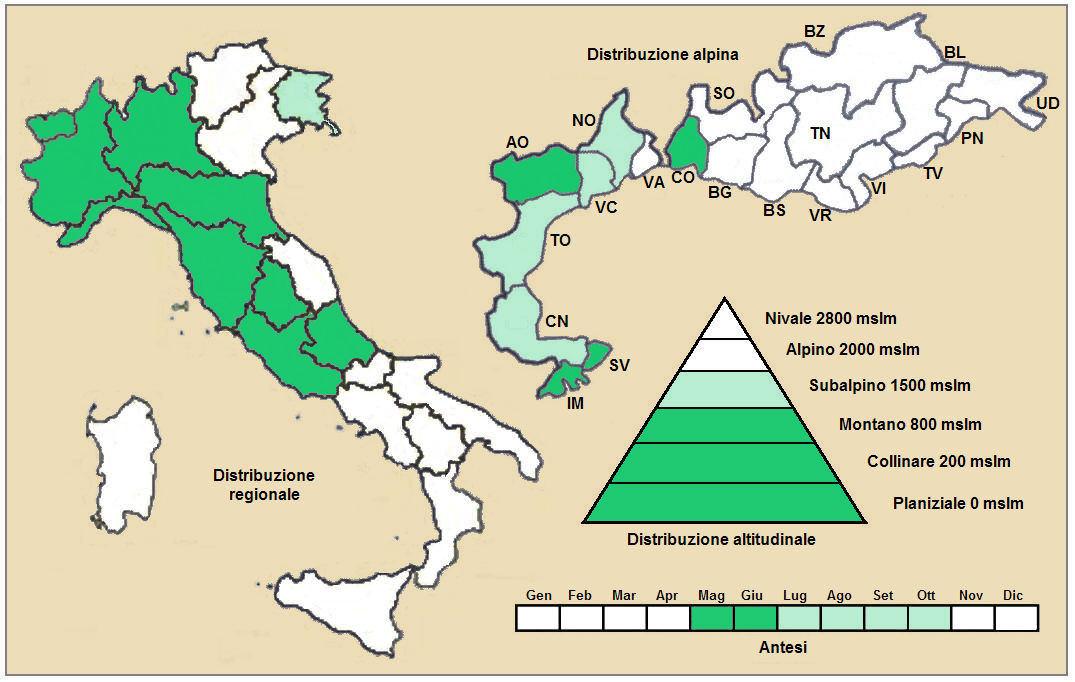
Italien
Överst, till höger förstoring av alpområdet.
Längst ned blomnings-tiden på höjder enligt tre-kanten ovanför.

Finns introducerad i Ticino i Schweiz, men sällsynt.
I Alperna når kryddtimjan åtminstone 1 500 m ö h, aldrig mer än 2 000 m ö h.
I Sverige härdig under milda vintrar från Skåne och norrut till Dalarna–Gästrikland, men kan frysa bort under mycket kalla vintrar.

### Historia
Timjanodling spreds under medeltiden norrut i Europa, via munkarnas trädgårdar. I Sverige har timjan sedan 1400-talet odlats som kryddväxt, mer allmänt sedan 1500- eller 1600-talet. På Öland kan den påträffas förvildad, spridd från trädgårdsodlingar.

## Biotop
Torra marker, kalkgynnad. Soligt och i varma lägen. Tål torka bra.
Klarar kyla ned till –15 °C. Ett tjockt snötäcke hjälper överlevnad, när det är mycket kallt i luften.

## Etymologi
- Släktnamnet Thymus härleds från det grekiska namnet på timjan, thymos eller thymon. Det finns en mängd teorier om vad detta skall syfta på.
- Artepitetet vulgaris betyder vanlig, och kan härledas från latin vulgus = allmän, vardaglig.

## Användning
Bladen av timjan kan användas färska eller torkade som krydda till bland annat soppa, sås, grytor, kött och fisk. I södra Sverige används timjan traditionellt i ärtsoppa. Smaken utvecklas bäst, när soppan är mycket het.
Färsk timjan håller sig högst någon vecka, men kan med bibehållen smak djupfrysas.
Beståndsdel i en bouquet garni.
I det antika Grekland och Rom användes timjan (någon av arterna i timjansläktet) som rökelseoffer, vinkrydda och till att smörja in de döda. I Grekland var växten helgad åt kärlekens gudinna Afrodite, i Rom åt hennes motsvarighet Venus.
I Norden användes timjan till en kyrkbukett, som kvinnorna vid högmässan hade i beredskap att lukta på för att hålla sig vakna under predikan.
Genom historien har kryddtimjan även haft medicinsk betydelse, bland annat som medel mot andningsproblem.
Från bladen kan genom en 8 timmar lång ångdestillation utvinnas en eterisk olja, timjanolja (Oleum thymi, Thymi aetheroleum). Oljan innehåller en rad olika kemiska substanser, med halter, som varierar stort alltefter växtplatsens belägenhet och vädret vid skörden.
Ren olja är brandfarlig och frätande på hud. Inandning av dess ångor skadligt.
Användes utspädd för smaksättning av mat och tandvårdprodukter samt vid aromaterapi.
Ett antal typiska oljevarianter har definierats, med huvudbeståndsdelen som benämning:
| Typ        | Huvudinnehåll                                              | Benämning                          | Lokaler                                                          |
| ---------- | ---------------------------------------------------------- | ---------------------------------- | ---------------------------------------------------------------- |
| Geraniol   | 90 % geraniol, geraniolacetat, C12H20O2                    | Thymus vulgaris L. geranioliferum  | Ett litet område 1 000 m ö h i Albion i Alpes-de-Haute-Provence. |
| Linalool   | ~95 % linalool, linalylacetat, C12H20O2                    | Thymus vulgaris L. linaloliferum   | Överallt, där kryddtimjan finns mellan 500 och 1 000 m ö h.      |
| Tujanol    | ≤56 % tujanol, C10H18O                                     | Thymus vulgaris L. thajanoliferum  | Corbièresområdet i Aude och Larzac-platån.                       |
| Terpineol  | ≤43 % alfaterpineol, C10H18O, 10–20 % cis-myrcenol, C10H16 | Thymus vulgaris L. terpineoliferum | Corbièresområdet i Aude och Larzac-platån.                       |
| Karvakrol  | ≤85 % karvakrol, ~0,5 % tymol                              | Thymus vulgaris L carvacroliferum  | Sydsluttningen av Mont Ventoux upp till 1 400 m ö h.             |
| Tymol      | ≤65 % tymol, 5–10 % karvakrol                              | Thymus vulgaris L. thymoliferum    | Överallt, där kryddtimjan finns                                  |
| 1,8-Cineol | 1,8-Cineol, C10H18O                                        | Eukalyptol                         | Producerande lokal saknas i Frankrike, men finns i Spanien       |
| p-cymène   | p-Cymen                                                    | Thymus vulgaris L. paracymeniferum | Förstadium till karvakrol och tymol                              |
| 1.         |                                                            |                                    |                                                                  |

Andra, mer eller mindre betydande beståndsdelar i oljan är garvämnen, triterpen, fenolkarbonsyra, bifenyl, mycen (C10H16), borneol och över 20 olika flavonoider.
Växtplatsen är avgörande för vilken typ som dominerar. Halterna styrs huvudsakligen av vädret och skördetiden.

### Diverse egenskaper
- Specifik vikt 0,895 – 0,937
- Brytningsindex 1,491 – 1,510
- Polarisation —5° – 0°
- Nästan olöslig i vatten (0,9 g/l)
- Löslig i dietyleter och kloroform
- Stark "örtig" lukt
- Skarp smak
- Bakteriedödande

Tymol används inom parfymindustrin.

## Synonymer
Andra namn på svenska 
- Timjan
- Trädgårdstimjan
- Äkta timjan

Vetenskapliga namn
- Origanum aestivum (Willk.) Kuntze, (1891)
- Origanum thymus Kuntze, (1891)
- Thymus aestivus Reut. ex Willk. & Lange, (1868)  Växer i östra Spanien och på Balearerna.
- Thymus collinus Salisb., (1796) nom. illeg.
- Thymus collinus M.Bieb nom. illeg.
- Thymus compactus albus hort. nom. inval.
- Thymus ilerdensis Gonzáles ex Costa
- Thymus valentinus Rouy, (1888)
- Thymus vulgaris L., (1753)
- Thymus vulgaris M.Bieb
- Thymus vulgaris Sm., (1809)
- Thymus vulgaris Willkomm nom. illeg.
- Thymus webbianus Rouy (1884, 1888)

## Underarter
- Thymus vulgaris ssp. aestivus (Willk.) A.Bolòs & O.Bolòs
- Thymus vulgaris ssp. mansanetianus P.P.Ferrer, A.Navarro, E.Laguna & Mateo, (2013) Växer i östra Spanien.
- Thymus vulgaris ssp. micromerioides (Rouy) Čáp, (2005)
- Thymus vulgaris ssp. palearensis (O.Bolòs & Vigo) O.Bolòs & Vigo, (1983). Saknas i Frankrike.
- Thymus vulgaris var. palearensis O.Bolòs & Vigo
- Thymus vulgaris var. prostrata Negre (1972)
- Thymus vulgaris ssp. vulgaris Kromosomtal 2n = 30. Växer i Frankrike. Spanien och sydöstra Italien.
- Thymus webbianus var. prostratus (Boiss. ex Lacaita) O.Bolòs & Vigo (1983)
- Thymus welwitschii ssp. ilerdensis (Gonzáles. ex Costa) Nyman

## Hybrider
- Thymus × ahimae M.B.Crespo, M.Á.Alonso & Riera, (2004)
- Thymus × aitanae Mateo & M.B.Crespo & E.Laguna, (1988) (1991)
- Thymus × armuniae R.Morales, (1984)
- Thymus × barrelieri Spreng., (1825), Rouy, (1883)
- Thymus × serpyllium var. citrodorus, citrontimjan.
 Föräldrar Thymus pulegioides L. och Thymus vulgaris L.
- Thymus × citriodorus (Pers.) Schreb., 1811
 Föräldrar Thymus pulegioides L. och Thymus vulgaris L.
- Thymus × josephi-angeli J.Mansanet & Aguil., (1985)
- Thymus × lainzii Sánchez-Gómez & Fern.Jiménez & F.Sáez, (1996)
- Thymus × monrealensis Pau ex R.Morales, (1984)
- Thymus × moralesii Mateo & M.B.Crespo, (1990)
- Thymus × oriolanus M.Fabregat & M.B.Crespo, (2002) — ?
- Thymus × rubioi Font Quer, (1920)
- Thymus × vitekii R.Morales, (2009)

## Farmakopénamn
Timjan har ingått i svenska farmakopén från 1775 och till åtminstone 1925, eventuellt även något längre.
Produkt från huvudarten:
- Herba thymi vulgaris
- Herba thymi
- Thymi herba

Produkt från underarter:
- Thymus vulgaris thymoliferum
- Thymus aestivus
- Thymus ilerdensis
- Thymus valentianus
- Thymus webbianus

## Bilder

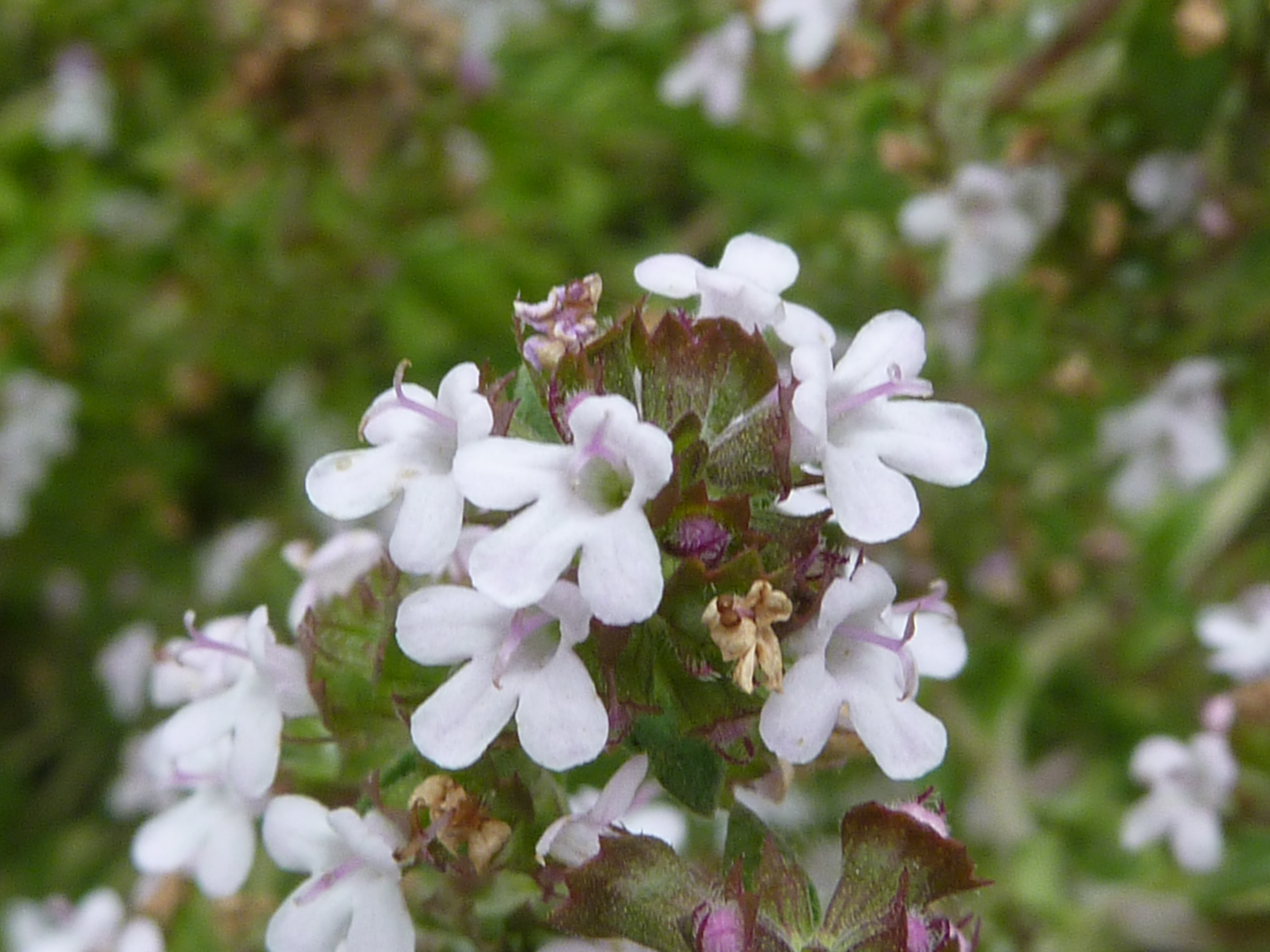
Blommorna är näst intill vita.
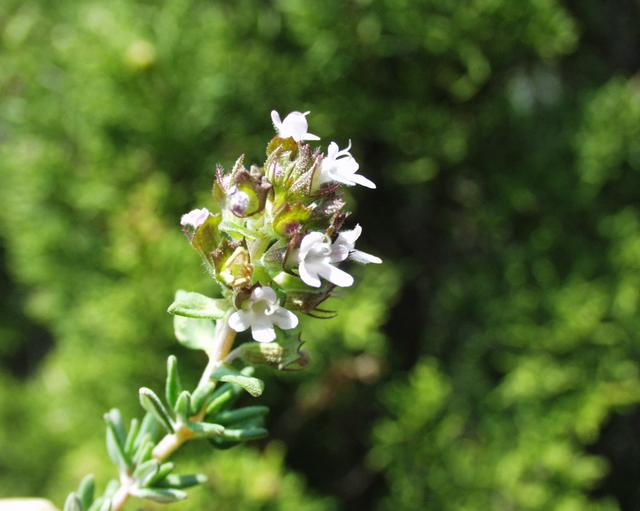
Blommorna sitter intill kvistens topp.
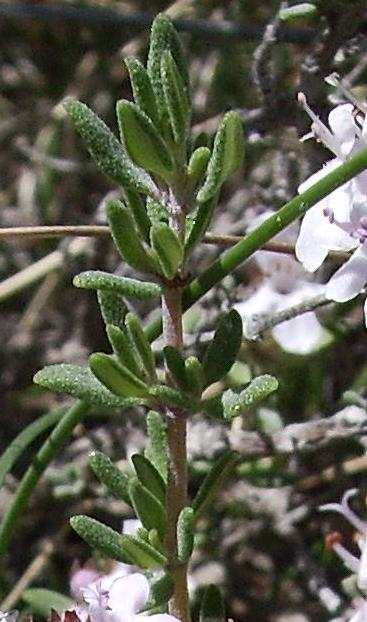
Timjanskott.
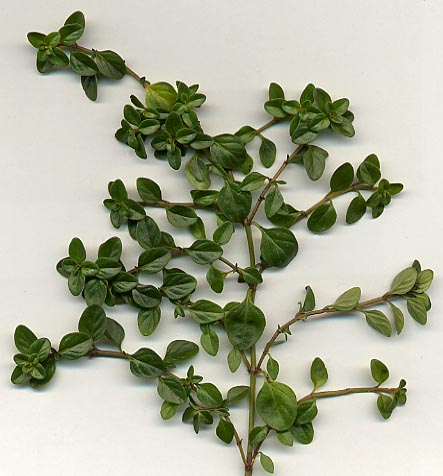
Färska blad.
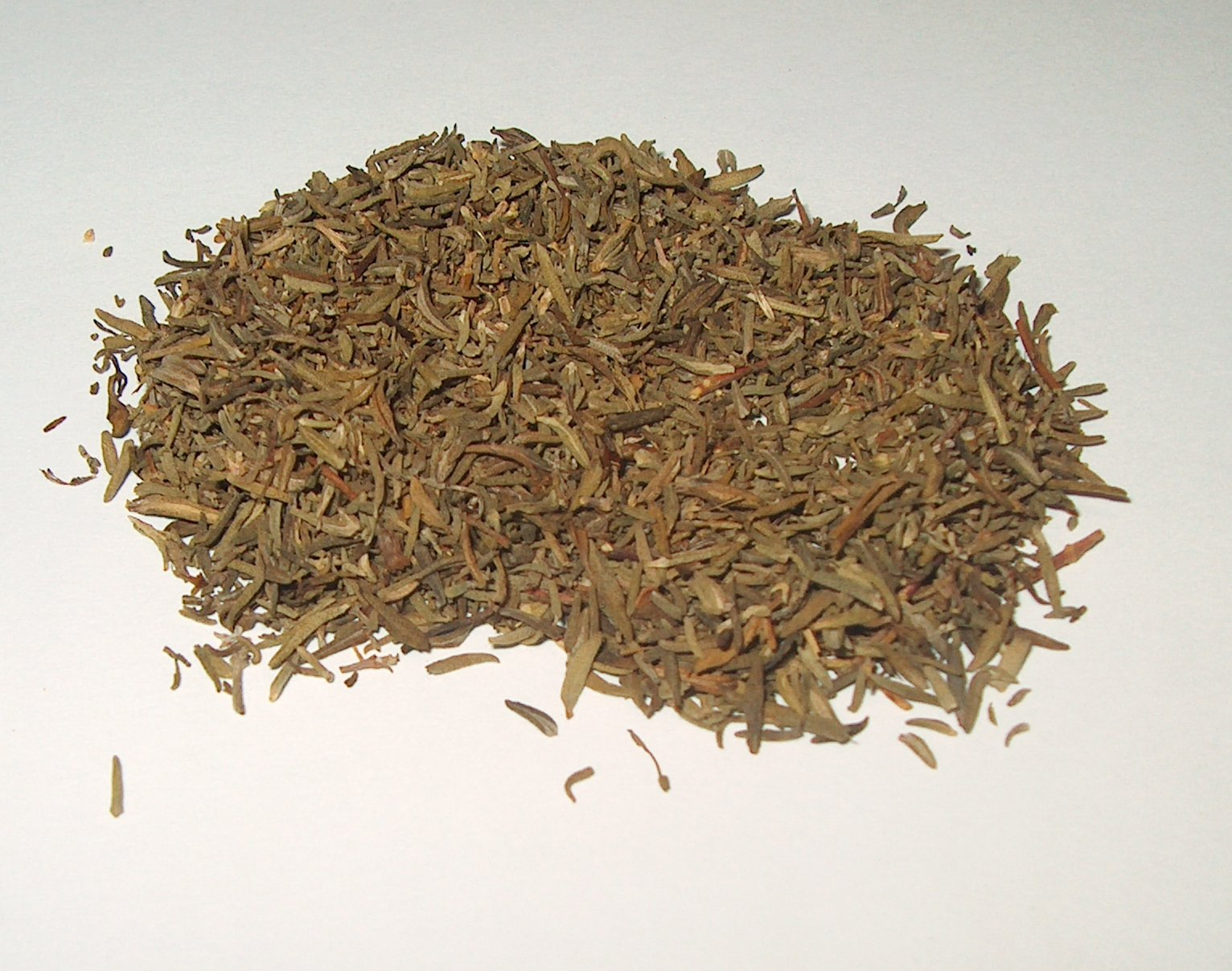
Torkade blad.
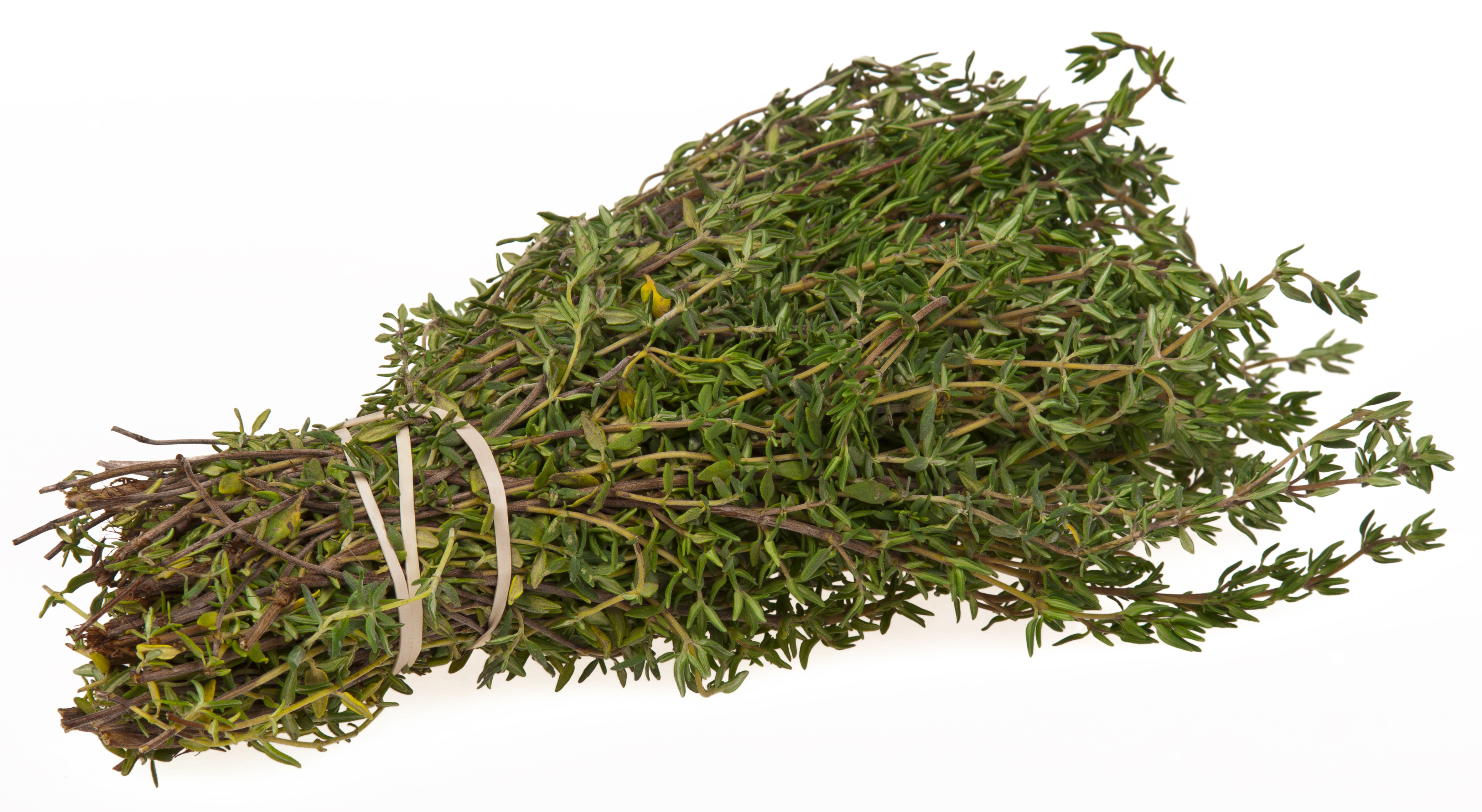
Timjanknippe, handelsform.
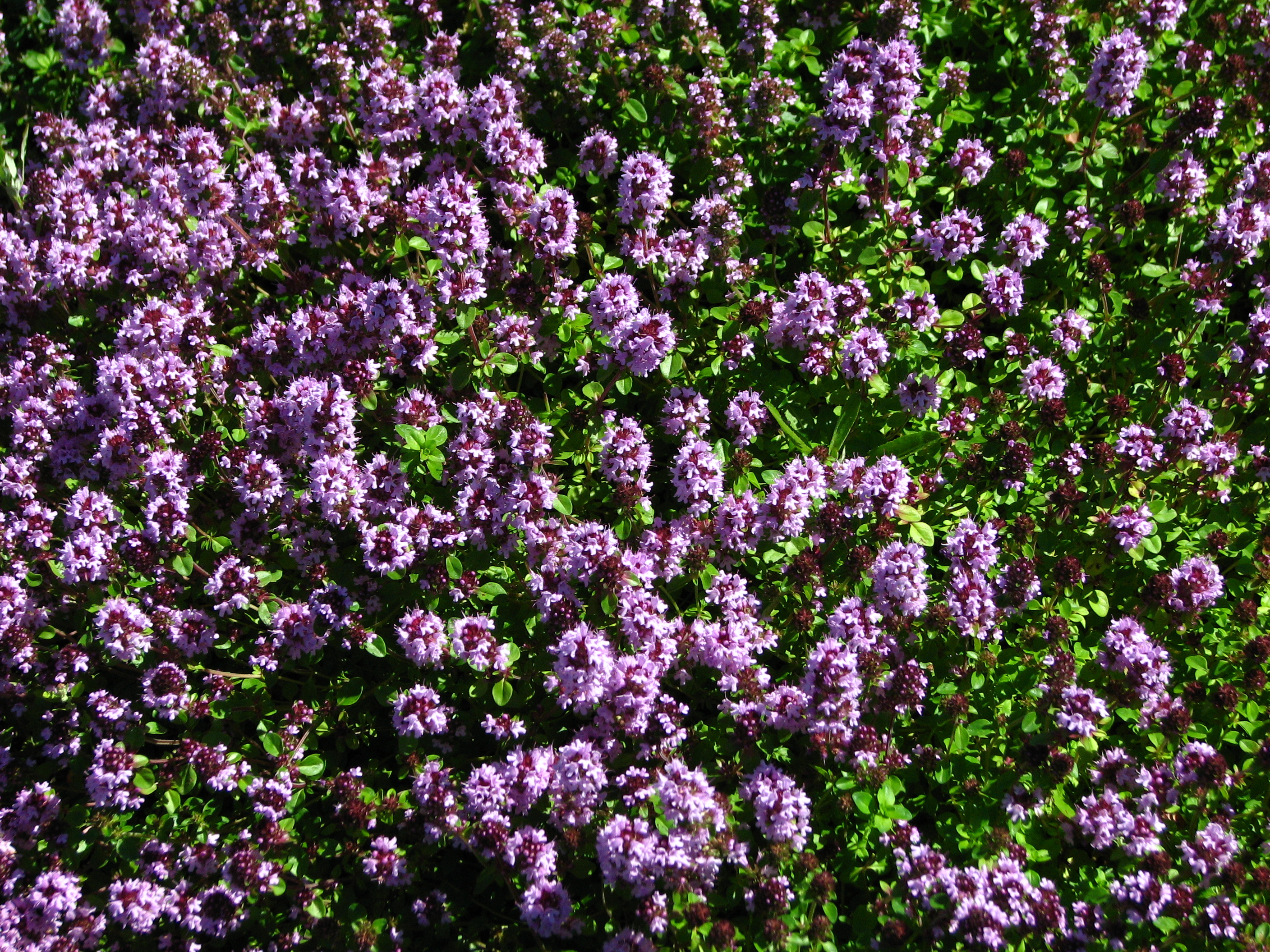
Thymus × citriodorus
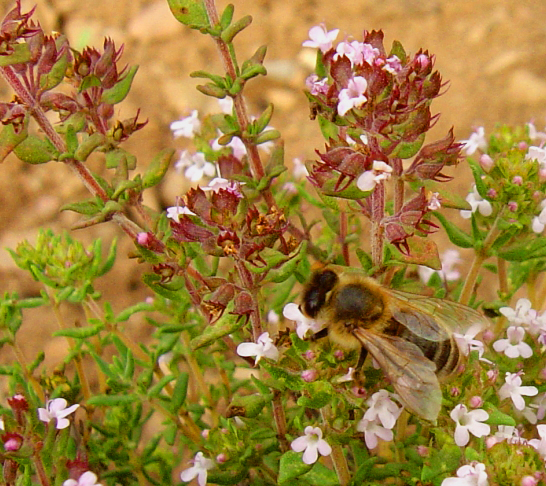
Ett bi på besök.
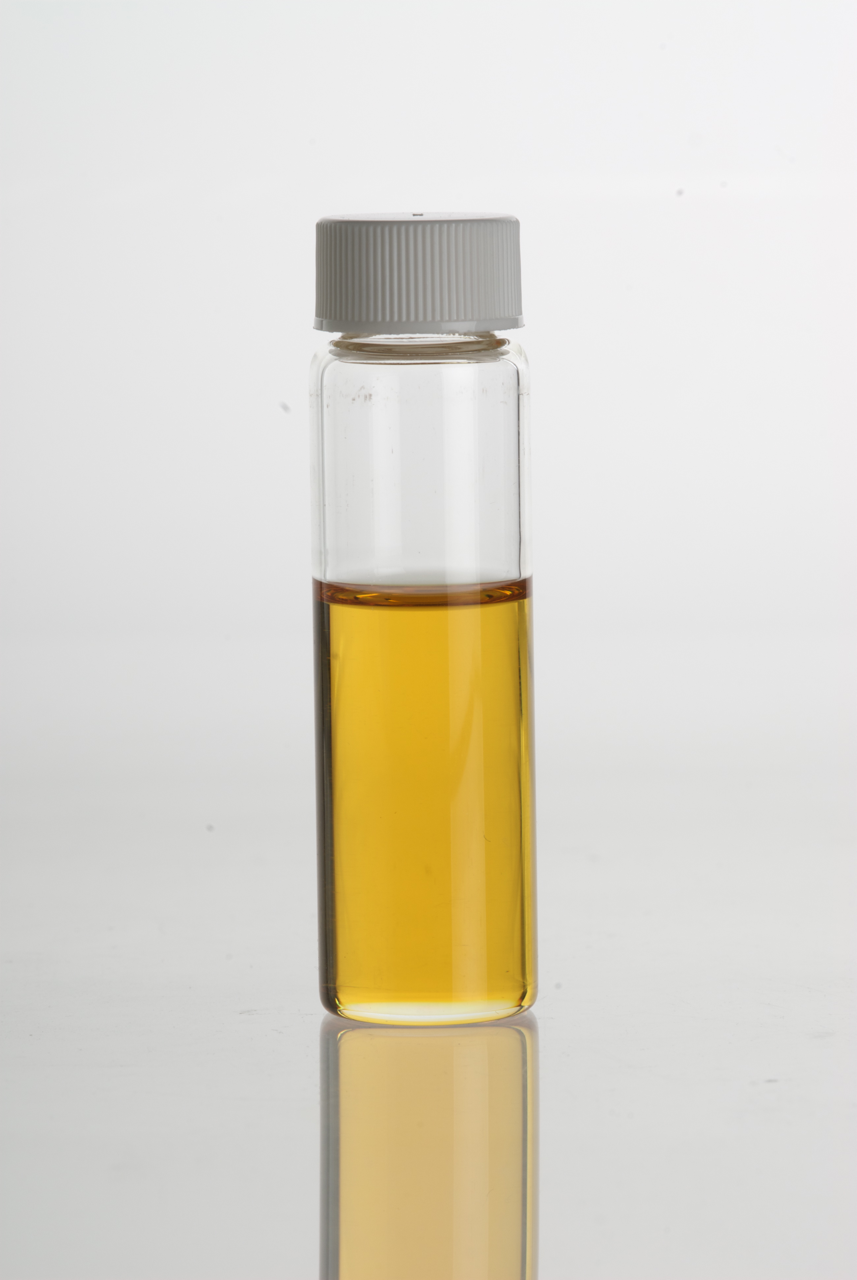
Timjanolja.